# Herbert Covington Bonner

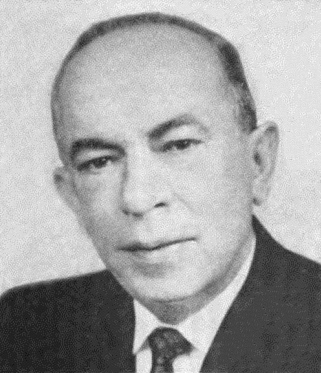
Herbert Covington Bonner, 1965

Herbert Covington Bonner (* 16. Mai 1891 in Washington, North Carolina; † 7. November 1965 in Washington, D.C.) war ein US-amerikanischer Politiker. Er vertrat den Bundesstaat North Carolina als Abgeordneter im US-Repräsentantenhaus.

## Leben
Herbert Bonner graduierte an der Graham School in Warrenton. Während des Ersten Weltkrieges diente er in der United States Army. Nach dem Krieg war er zuerst als Händler und Farmer tätig. Danach war er zwischen 1924 und 1940 der Sekretär des Kongressabgeordneten Lindsay Carter Warren. Anschließend wurde er zur gleichen Zeit als Demokrat in den 76. und den 77. Kongress gewählt, um die freie Stelle zu füllen, die durch den Rücktritt von Lindsay Warren entstanden war. Er wurde noch zwölf weitere Male in den Kongress wiedergewählt. Seine Amtszeit belief sich vom 5. November 1940 bis zum 7. November 1965.
In seiner Amtszeit im Kongress war er Mitglied des Wahlausschusses für die Präsidentschaft, die Vizepräsidentschaft und die Kongressabgeordneten (79. Kongress). Des Weiteren war er Mitglied des Ausschusses für Handelsmarine und Fischgründe (84. bis 89. Kongress). Er war auch an der Verfassung des Southern Manifesto beteiligt, das sich gegen die Rassenintegration an öffentlichen Einrichtungen aussprach. Bonner starb am 7. November 1965 in Washington D.C. und wurde auf dem Oakdale Cemetery in seinem Geburtsort Washington beigesetzt.